# 柏斯敦總統
柏斯敦總統是一款位於英國威根的北郡車廠生產的低地台雙層巴士，其後改由柏斯敦生產。總統車身於1997年開發，並於1999至2005年生產。後因Henlys集團與擁有丹尼士車廠和亞歷山大車身公司的五月花集團（Mayflower Corporation）合組泛巴國際（Transbus International），導致柏斯敦被收購，先後改稱泛巴總統及亞歷山大丹尼士總統。總統車身主要裝於丹尼士三叉戟二型、DAF DB250 及富豪B7TL底盤。

## 替代品
2004年，泛巴國際被收購，並改稱為亞歷山大丹尼士。亞歷山大丹尼士於2005年1月關閉了原先的北郡車廠，由ALX400車身取代，後者更於2005年底被 亞歷山大丹尼士Enviro 400取代。Enviro400的設計結合了ALX400及總統車身元素。

## 相集

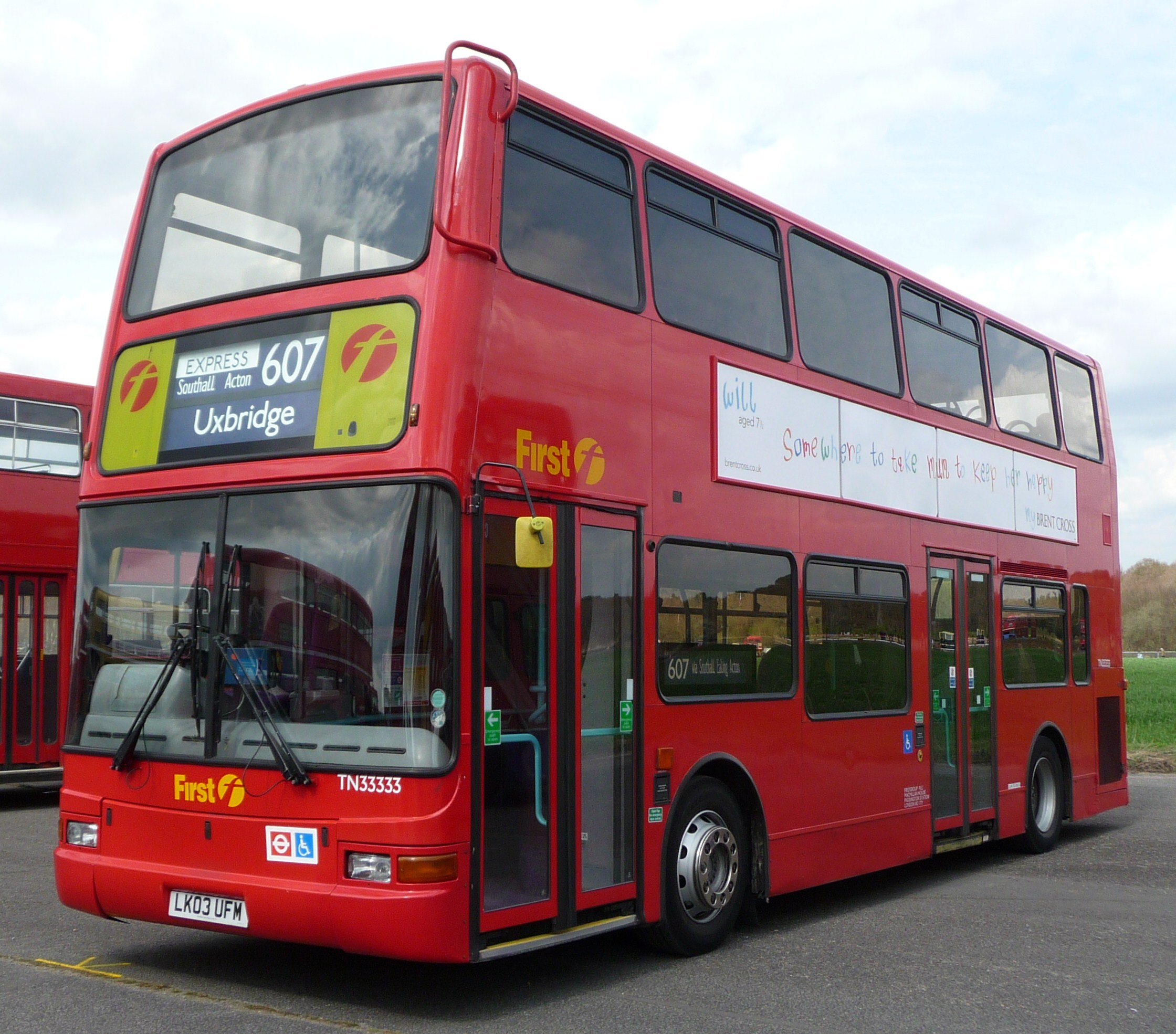
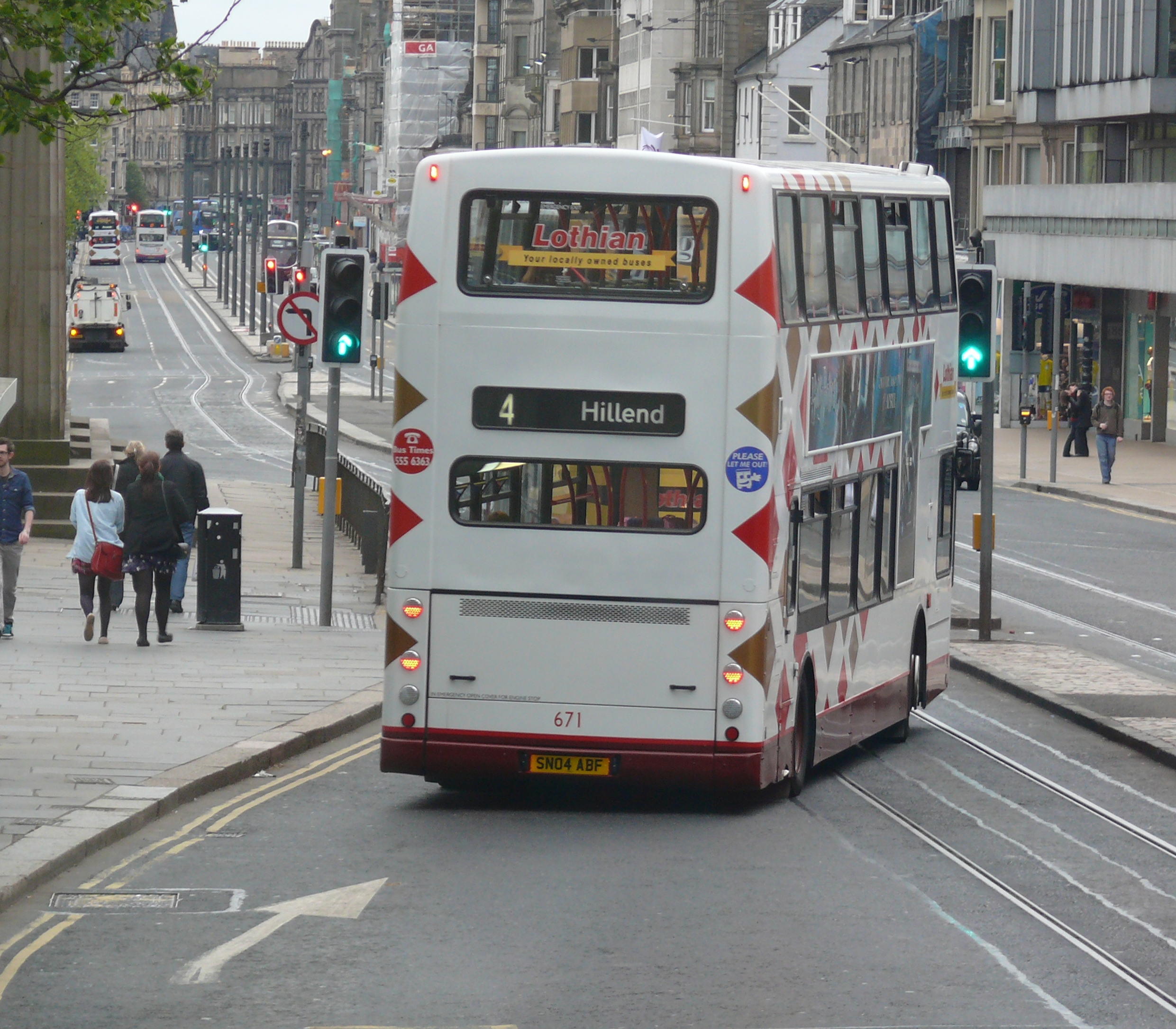

## 外部連結
- http://www.buslistsontheweb.co.uk/ （页面存档备份，存于）